# Polychidium
Polychidium (Ach.) Gray  (murawiec) – rodzaj grzybów z rodziny Massalongiaceae. Ze względu na współżycie z glonami zaliczany jest do grupy porostów.

## Systematyka i nazewnictwo
Pozycja w klasyfikacji według Index Fungorum: Massalongiaceae, Peltigerales, Lecanoromycetidae, Lecanoromycetes, Pezizomycotina, Ascomycota, Fungi.
Po raz pierwszy takson ten utworzył w roku 1810 Erik Acharius jako Collema subdiv. Polychidium. W 1821 r. Samuel Frederick Gray wyłączył go z rodzaju Collema i podniósł do rangi odrębnego rodzaju.
Synonimy nazwy naukowej: Collema subdiv. Polychidium Ach., 
Garovaglia Trevis., 
Garovaglina Trevis., 
Leptodendriscum Vain., 
Leptogidiomyces Cif. & Tomas., 
Leptogidium Nyl., 
Pilonema Nyl., 
Pseudoleptogium Jatta, 
Wilsonia Cheel & Dughi.
Nazwa polska według W. Fałtynowicza.

## Niektóre gatunki
- Polychidium contortum Henssen 1963
- Polychidium dendriscum (Nyl.) Henssen 1963
- Polychidium muscicola (Sw.) Gray 1821– murawiec ciemny

Nazwy naukowe na podstawie Index Fungorum. Uwzględniono tylko taksony zweryfikowane.  Nazwy polskie według W. Fałtynowicza.